# Katharine McCormick

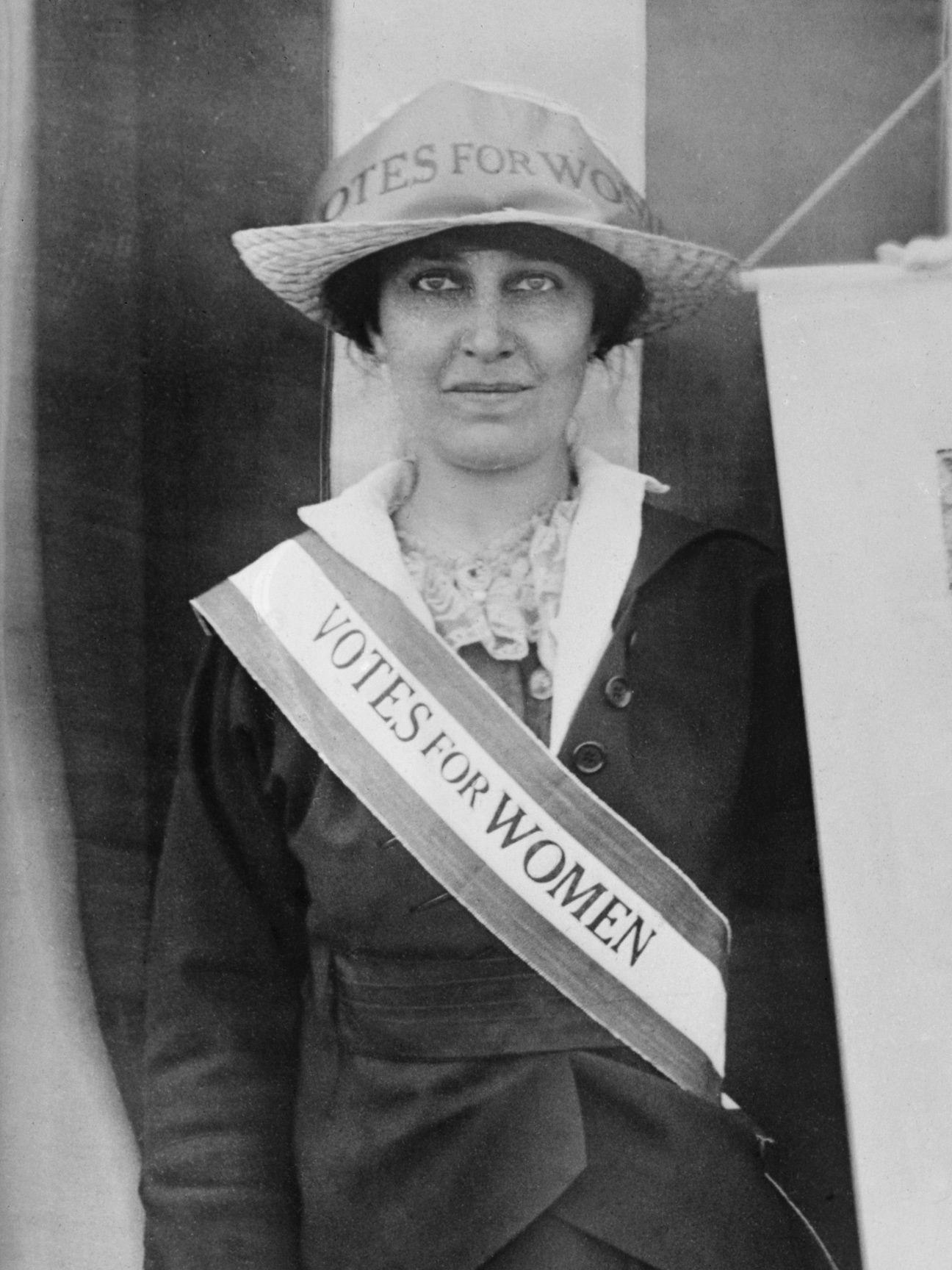
Katharine McCormick 22 kwietnia 1913 r.

Katharine Dexter McCormick (ur. 27 sierpnia 1875 w Dexter, zm. 28 grudnia 1967) – amerykańska biolog i sufrażystka. Sponsorowała badania nad tabletką antykoncepcyjną.
Dorastała w Chicago. Jej ojciec był znanym prawnikiem, a matka, podobnie jak później Katharine, angażowała się w ruch praw kobiet.
W 1904 jako druga kobieta ukończyła Massachusetts Institute of Technology. Zaangażowała się w ruch sufrażystek. Wraz z Margaret Sanger zajmowała się działalnością na rzecz kontroli urodzin. Ufundowała znaczną część prowadzonych m.in. przez Gregory'ego Pincusa i Johna Rocka badań i prób klinicznych prowadzących do stworzenia tabletki antykoncepcyjnej. Jej wsparcie finansowe stanowiło istotny wkład w działalność Worcester Foundation for Experimental Biology, gdzie prowadzono badania nad antykoncepcją.
Była żoną Stanleya McCormicka, syna wynalazcy i przedsiębiorcy Cyrusa McCormicka. Mocą testamentu przekazała znaczne sumy na rzecz Planned Parenthood Federation oraz dla Worcester Foundation for Experimental Biology. 